# Descarga directa

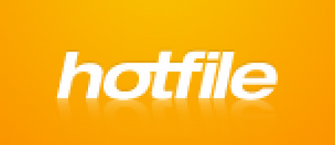
Hotfile fue uno de los servidores más populares. Fue cerrado en diciembre de 2012.

La descarga directa es una forma de descarga desde un servidor en el que el usuario no tiene que esperar colas, a diferencia del P2P en el que se producen esperas (a veces de varias horas) y la velocidad de transferencia depende del ancho de banda de subida del emisor y del ancho de banda de bajada del receptor.
El concepto de descarga de contenido audiovisual fue sugerido en 1983 por el músico Frank Zappa, en un artículo titulado "Propuesta para reemplazar el mercado discográfico tradicional".
Este tipo de descarga no requiere que el usuario tenga un programa específico para realizarse (en la mayoría de las ocasiones), solo se necesita el navegador; aunque en algunos casos está permitido o es factible el uso de un gestor de descargas como programa de optimización y reanudación de la descarga de los archivos.
Cada empresa ofrece diferentes tipos de almacenamiento y descargas, los que varían en el tipo de archivo, tamaño, tiempo de permanencia del archivo, y el número de veces que se puede descargar. Así mismo, ofrece siempre un servicio gratuito (que suele tener un máximo de usos por día) y uno de pago o premium.
Entre las empresas que ofrecen el servicio de almacenamiento de archivos se encuentran Mediafire, Rapidshare, GigaSize, Letitbit, Uploading, Infinit, Depositfiles, Netload, Hotfile, File Dropper, YouSendIt, turboupload, 4shared, FileFactory, Megashare, Load.to speedfile, fupload, fufox, Badongo, FileServe, FileSonic, Wupload o Filefront y Mega.

## Usos
La descarga directa es el método de descarga ideal y más usado cuando los usuarios poseen una pobre conexión de internet, o que por diversos motivos, no pueden utilizar programas P2P. Además es el método preferido por muchos usuarios denominados leechers, ya que a diferencia del P2P, este método no se basa en la filosofía de que todos los usuarios deben compartir por igual.
También la mayoría de distribuciones de sistemas operativos derivados de Unix, como puede ser Linux, se ofrecen en descarga directa a través de servidores alojados en universidades, los cuales disponen de un gran ancho de banda para satisfacer a un gran número de usuarios concurrentes.

## Tipos de descargas directas
La descarga directa se realiza mediante:
- La descarga de los archivos almacenados en un servidor (o host), en el que el usuario que lo recibe se conoce como cliente. Esta es la preferida por los usuarios ya que con un simple click pueden descargar los archivos directamente a su computadora, así como también pueden utilizar gestores de descargas.
- Una variación del primero, a través de empresas en internet que ofrecen el servicio de almacenamiento de archivos. Estos servidores requieren que el usuario espere cierto tiempo, ponga contraseñas o pague por el servicio. Es muy útil para archivos de poco tamaño, pero en el caso de archivos superiores, en tamaño, al máximo de subida permitido por el host, se dificulta más la tarea ya que hay que descargar cada archivo por separado siguiendo los mismos pasos para cada uno y luego unirlos con el programa apropiado o designado.

## Desventajas
- La interfaz de uso es terriblemente incómoda: Se usa habitualmente el navegador, donde iremos realizando búsquedas dentro del portal de la empresa de descarga, en vez de usar una interfaz que permita usarlo dentro de nuestro navegador de archivos.
- Dependemos del estado del servidor para poder realizar nuestra descarga. Este inconveniente es más ficticio que real, ya que los servidores están administrados por personal técnico cualificado y es altamente improbable que queden fuera de servicio por un tiempo prolongado, o lo que es peor, que pierdan nuestros datos.
- El acceso gratuito adolece de problemas a la hora de descargar, debido a que solamente si disponemos de una cuenta prémium (de pago) podremos acceder libremente al servidor. Si disponemos de una cuenta gratuita, deberemos pasar por un proceso de espera y por limitaciones en el ancho de banda o en el número de descargas impuestas por la empresa. Algunos portales de descargas se financian de publicidad, como ( Mediafire o Load.to y en ellos la velocidad de descarga es la misma para clientes prémium y gratuitos.